# Pierre et Gilles

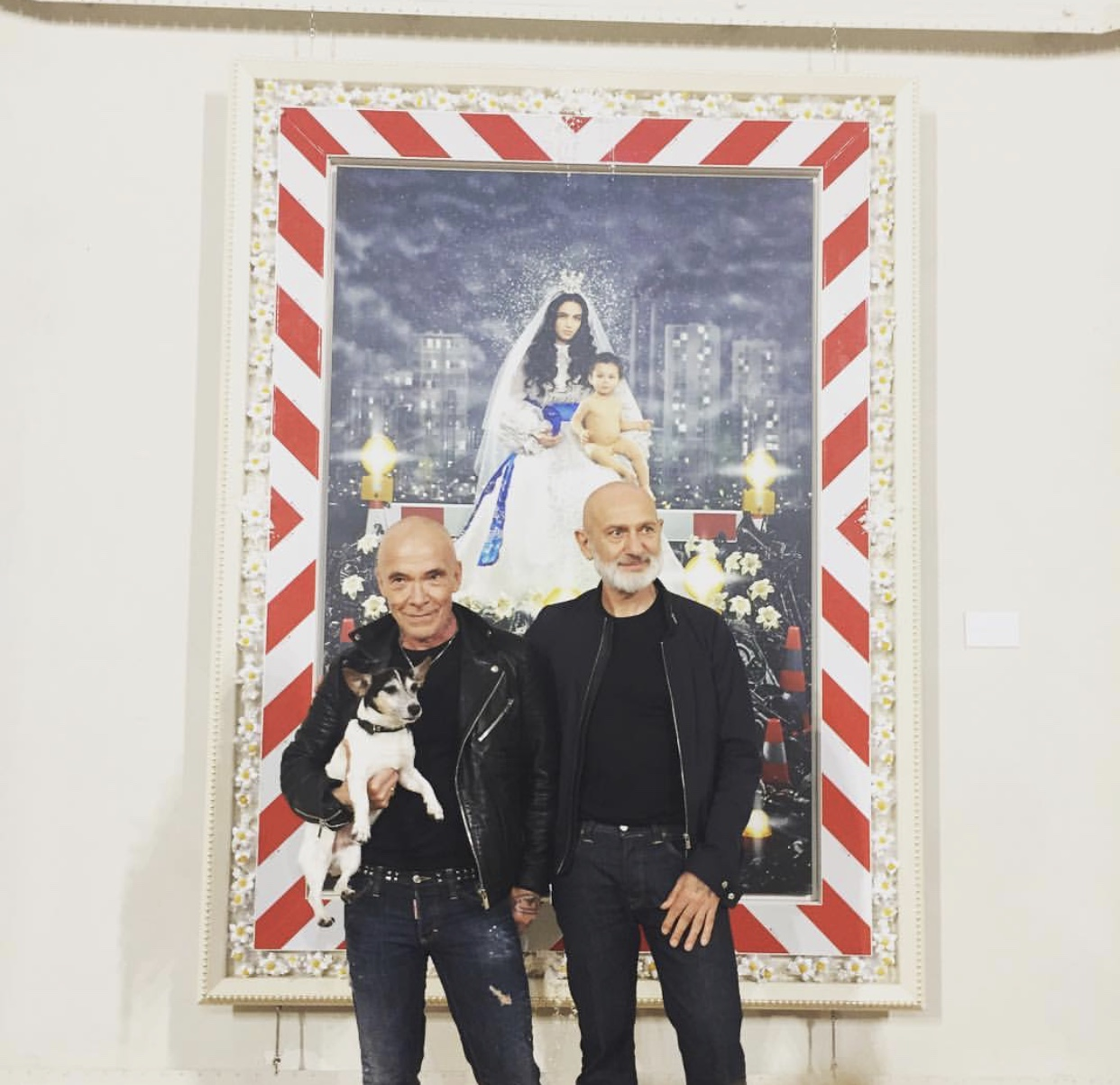
Pierre & Gilles

Pierre et Gilles är ett franskt konstnärspar bestående av fotografen Pierre Commoy (född 15 augusti 1950 i La Roche-sur-Yon i Pays de la Loire) och målaren Gilles Blanchard (född 9 december 1953 i Le Havre i Normandie). De är ett par även privat och träffades i Paris 1976. Året därpå hade de sin första utställning.
Deras stil består av handkolorerade fotografier, ofta med motiv inspirerade av katolska helgonbilder eller hinduistiska bilder, med drag av Bollywood. Deras bilder har formen av arrangerade tablåer och de är utstuderat grälla och kitschiga. Ett återkommande tema är särskilt Sankt Sebastian. De använder ofta kända skådespelare och artister som modeller. Många av bilderna föreställer nakna unga män.
De har gjort många porträtt av kända artister och har även gjort skivomslag.

## Externa bilder
- Stromae
- Zahia
- Mireille Mathieu